# محمد رضا الطبسي
محمد رضا الطبسي (بالفارسية: محمدرضا طبسی) النجفي الخراساني، عالم ورجل دين شيعي.

## ولادته
ولد في عام 1317، في مشهد علي الرضا.

## نشأته ودراسته
نشأ سماحته في بلدة طبس، فقرأ المبادئ الأولية لدى والده ولدى السيد محمد علي المعروف بميرزا جعفر، واستفاد برهة قليلة من الزمان من محمد حسين الطبسي، ثم هاجر إلى مشهد علي الرضا بأمر والده، فتابع دراسته، واكمل مرحلة المقدمات وقسماً من مرحلة السطوح لدى الكبار من الأساتذة، فقرأ أكثر العلوم الأدبية عند الشيخ محمد تقي الأديب النيشابوري، والمعالم عند الشيخ كاظم الدامغاني، والقوانين عند الميرزا محمد حسين الشهرستاني، وشرح اللمعة عند محمد باقر المدرّس، وبعض الدروس عند مرتضى اليزدي، وعباس الشاهرودي والحاج محقق النوغاني.
ثم انتقل إلى مدينة قم، فقرأ المكاسب والكفاية عند السيد ميرزا علي اليثربي الكاشاني، والرسائل عند السيد محمد تقي الخوانساري. ثم حضر الدراسات العليا، المعروفة ببحث الخارج عند الشيخ عبد الكريم الحائري اليزدي سبع سنوات، واستفاد في الفلسفة والعلوم العقلية والعرفانية من دروس الميرزا على أكبر اليزدي والشيخ حسن الكاشي، وقرأ فصوص الحكم عند الشيخ محمد على الشاه آبادي، والأسفار عند ابي الحسن الرفيعي القزويني.
ولازم استاذه الميرزا جواد آقا الملكي التبريزي في دروسه الأخلاقية ومحاضراته في السير والسلوك.
ثم هاجر إلى النجف - مجتهداً - فحضر في الفقه والأصول أبحاث الميرزا محمد حسين النائيني، والشيخ ضياء الدين العراقي، والشيخ محمد حسين الإصفهاني، والشيخ الميرزا علي الإيرواني، وأبي الحسن الإصفهاني، واختصّ بالإصفهاني، فكان من أعضاء مجلس فتياه، ومن خصيصي أصحابه المعتمدين، وحضر في درسه ما يقرب من الخمس عشرة سنة.
كما أنه استفاد من بحوث الشيخ محمد جواد البلاغي في الكلام والتفسير.
.

## شيوخه في العلم والحديث
له أكثر من ستين إجازة اجتهادية وروائية، وفيما يلي أسماء عدة من الذين شهدوا له باجتهاده، وأجازوه في روايته.
الشيخ عبد الكريم الحائري اليزدي.
السيد أبو الحسن الإصفهاني، أجازه سنة 1348.
الشيخ ميرزا محمد حسين النائيني الغروي، أجازه في صفر سنة 1349.
الشيخ ضياء الدين العراقي، أجازه في سنة 1349.
الشيخ محمد كاظم الشيرازي، أجازه في سنة 1349.
آقا حسين الطبأطبائي البروجردي، في سنة 1362 و 1366.
الشيخ محمد رضا آل يس، أيّد إجازة السيد الإصفهاني في 21 ذي القعدة 1367.
ميرزا آقا الإصطهباناتي، أجازه في سنة 1378.
ميرزا عبد الهادي الحسيني الشيرازي، أجازه سنة 1378.
حسين الحمامي، في سنة 1379
واما مشايخه في الرواية فهم:
الشيخ محمد رضا أبو المجد آل العلامة الشيخ محمد تقي الإصفهاني، فهو أول من أجازه كتابة وشفاهاً في بلدة قم، سنة 1345.
الشيخ المعمّر عبد الجواد المازندراني الحائري، الذي يروي عن الشيخ مرتضى الأنصاري مباشرة، فهو أعلى مشايخه سنداً.
الشيخ ميرزا محمد الطهراني، أجازه سنة 1347..
حسن الصدر، أجازه سنة 1348..
الشيخ علي الزاهد القمي، أجازه سنة 1348.
الشيخ عباس القمي، أجازه سنة 1349.
الشيخ محمد حسين آل كاشف الغطاء، أجازه سنة 1349.
الشيخ محمد باقر البيرجندي القائني الخراساني، أجازه سنة 1349.
الشيخ هادي آل كاشف الغطاء، أجازه سنة 1349.
السيد محمد الحجة الكوهكمري، أجازه سنة 1349.
الشيخ محمد علي الشاه آبادي، أجازه سنة 1350.
الشيخ أسد اللَّه الزنجاني، أجازه سنة 1351.

محمد هادي الحسيني الخراساني الحائري، أجازه سنة 1351.
.

الگلپايگاني والشيخ الطبسي النجفي والشيخ ميرزا جواد الطهراني وسائر علماء مشهد

الشيخ آقابزرگ الطهراني، أجازه سنة 1351.
إبراهيم القزويني.
شهاب الدين الحسيني النجفي المرعشي - والإجازة بينهما مدبّجة -.
السياغي الزيدي.

## المجازون عنه
لقد استجاز منه أكثر من سبعين نفراً، نكتفي بإيراد أسماء بعضهم:
- شهاب الدين الحسيني المرعشي النجفي - والإجازة بينهما مدبّجة كما مر - ..
- أحمد الجزائري، أجازه في 29 محرم الحرام سنة 1360.
- مهدى اللاجوردي القمي..
- عزيز الإمامت الكاشاني..
- مير محمد القزويني الكويتي البصري..
- محمد حسين الحسيني الجلالي.
- محمد رضا الحسيني الجلالي.
- محمد علي الطبسي الحائري.
- محمد اللواساني.
- محمد باقر السلطاني الطبأطبائي.
- الشيخ غلام رضا الأسدي.
- علي الشفيعي.
- الشيخ محمد رضا الصالحي الكرماني.
- الشيخ على المرهون.
- الشيخ أحمد النداف
- الشيخ محمد على محفوظ
- الشيخ علي الخوئي.
- الشيخ جعفر الهادي -صهره-.
- محمد علي الطبسي المتوفى سنة 1381 - نجله -.
- الشيخ محمد جواد الطبسي - نجله -.
- الشيخ نجم الدين الطبسي - نجله -.
- الشيخ محمد جعفر الطبسي - نجله -.
- الشيخ محمد أمين الأميني - سبطه -.
- الشيخ محمد إبراهيم الرباني المهموئي البيرجندي

## وفاته
لازمه المرض منذ سنة 1399، وبقى رهين الفراش حتى وافاه الأجل في ليلة 25 ربيع الأول 1405 في مستشفى الكلبايكاني بقم، وبعد تشييع حافل صلى عليه النجفي المرعشي، ثم دفن في حجرة 38 صحن فاطمة المعصومة بنت موسى بن جعفر، وأقيمت له مجالس الفواتح والتأبين في قم وسائر البلدان.

## رؤيا صادقة
.
يقول الشيخ محمد أمين الأميني وهو سبطه: بعد وفاته رأيته في عالم الرؤيا، وفي ليلة الجمعة، وأنا ملتفت إلى أنه قد ارتحل إلى عالم الأخرى، فاغتنمت الفرصة، وسألته عن عدة مسائل، وبعدما استيقظت من النوم ما تذكّرت منها إلّا مسألتين:
الأولى: سألته: كيف كانت المعاملة معكم؟
فأجاب: لم يشدّدوا عليّ، وقد اجتزنا.
الثانية: سألته: أيّ كتاب من كتبكم نفعكم؟
فأجابني: كتاب» مقتل الإمام الحسين عليه السلام«.
وحينما ذكر هذه الرؤيا على شيخه الأستاذ سماحة آية اللَّه العظمى الوحيد الخراساني قال: إنّها رؤيا صادقة.
وكانت هذه الرؤيا السبب الأهم لقيامي بتحقيقه كتاب مقتل الإمام الحسين الذي طبع منه نصفه الأول.

## وفي الأيام الأخيرة
وقال الشيخ الأميني أيضاً: استدعاني جدي أعلى الله مقامه مرة، وحيث أنه كان مريضاً وملقىً على الفراش، ويصعب عليه الكتابة، أمرني بأن أكتب له الوصية الأخيرة التي جائت فيها هذه الفقرة: .. أوصي بأن تطبع من ثلث مالي كتابَي: الأربعون حديثاً، ومقتل الإمام الحسين..

## تأليفاته
كان من الفقهاء المهتمين بأمر التأليف، وكانت آثاره في جوانب عديدة، كما يلي:
.
الفقه
8 -1 ذخيرة الصّالحين في شرح تبصرة المتعلّمين فقه إستدلالي على قرار كتاب: » تبصرة المتعلمين«للعلامة الحلي، في ثمانية أجزاء - مخطوط -، ويقرب مائة ألف سطر. شرع فيه سنة 1365، وفرغ منه سنة 1390 ه.
9- إزاحة الشكوك في حكم لباس المشكوك.
10- رسالة في التيمّم.
11- رسالة في الحجّ.
12- رسالة في النّفاس.
13- رسالة في المعاطاة.
14- الحاشية على وسيلة النّجاة.
15- الحاشية على طريق النّجاة.
16- الحاشية على أنيس المقلّدين.
17- المنية في حكم الشّارب واللّحية.
18- تقرير أبحاث آية اللَّه العظمى السيد الإصفهاني .
19- طريق النّجاة، رسالة عمليّة طبع عام 1382 بالنجف.
الأصول
20- الفوائد الرضويّة في المسائل الأصوليّة، تقريراً لأبحاث استاذه آية اللَّه العظمى الشيخ ضياء الدين العراقي -مباحث الألفاظ والأدلّة العقليّة -.
21- تقرير أبحاث استاذه آية اللَّه العظمى الشيخ النائيني.
الكلام
23 - 22 - الشيعة والرجعة مجلدان، ترجمه إلى اللغة الفارسية العلامة السيد مير شاه ولد وطبع بعنوان» ستاره درخشان«.
24 - إثبات الرّجعة.
25- تبصرة المتعلمين في عقائد المؤمنين.
26- ذخيرة العباد فيما يتعلّق بالمعاد.
27- القول الفصيح في أصول الدين الصحيح.
28- مصباح الهدى في الرّد على القاديانية، ترجمة رسالة استاذه آية اللَّه الشيخ محمد جواد البلاغي.
29- مصباح الظلام في الرد على العهدين، ترجمه العلامة الشيخ جعفر الهادي إلى العربية وطبع باسم» دروس في النصرانية«.
30- الصوفية المبتدعة، طبع مع ذرائع البيان.
31- النجعة في الرجعة.
32- عقد الفرائد في أصول العقائد.
33- دروس في العقائد.
34- قاديانى چه مى گويد؟!. - ردّ على الفرقة القاديانيّة - باللغة الفارسية -.
التفسير
35- خلاصة البيان في تفسير القرآن تفسير مختصر لثلاثة عشر جزء من القرآن الكريم.
36- تفسير سورة عمّ.
التاريخ
37- الأنوار اللامعة في تاريخ سيدة النساء فاطمة.
39-38 - مقتل الإمام الحسين مجلدان، طبع المجلد الأول منه مع تحقيق وتعليق الشيخ الأميني بقم وبيروت.
40- الإمام الغائب.
41- السيف المشتهر.
42- منية الراغب في إيمان أبي طالب، طبع في قم، ترجمه العلامة الشيخ المحمدي الإشتهاردي إلى الفارسية وطبع باسم: أبو طالب يگانه مدافع إسلام.
43- تاريخ الملل الثلاث.
44- بارقة البصر في حوادث القرن الثالث عشر.
45- النهضة الحسينيّة والدّعوة الإلهية.
الأخلاق والآداب
47-46 ذرائع البيان في عوارض اللسان-، ثلاثة أجزاء، طبع منه مجلدان.
48- الدرّ الّثمين في التختم باليمين، طبع في بيروت وقم، ترجمه العلامة الشيخ محمد الرازي إلى الفارسية وطبع باسم: گوهر وزين.
49- فضيلة العلم وآداب التعليم.
50- صلاح الدّارين وفلاح النشأتين في برّ الوالدين.
الحديث
51- الأربعون حديثاً عن الأربعين في فضائل أميرالمؤمنين، طبع في قم وبيروت.
53 -52- درر الأخبار فيما يتعلق بحال الاحتضار، ثلاثة أجزاء، طبع في النجف وقم.
الدعاء
54- تذكرة الأحبة في الأدعية والزيارات.
55- التحفة العلوية.
56- التحفة المحمدية.
57- » مفتاح الجنّة في أعمال المسجدين الكوفة والسهلة«.
58- الدعاء والزيارات.
59- الصحيفة الرضوية في الأحراز والختومات والزيارة والأدعية.
طرق الإجازة
60- الأعلام الظاهرة في مشايخ إجازة الأخبار عن الأئمة الطاهرة

## اهتمامه بالشعائر الدينية والحسينية
كان يهتم بالشعائر الحسينية اهتماماً بالغاً، واصدر فتوى بلزوم تعظيم الشعائر الحسينية طبعت في ضمن فتاوى الفقهاء تأييداً لفتوى استاذه النائيني، وهذا هو نصه :
بسم اللَّه الرحمن الرحيم، قال اللَّه تعالى:(و من يعظم شعائر اللَّه فانها من تقوى القلوب)، نعم، الظاهر جوازها، بل استحبابها، بل لزومها، لكونها من أسباب البكاء والإبكاء والتباكي، وقد أصبحت من الشعائر المذهبية، نظراً إلى أصالة الحل، وقوة الدليل المتكفّل لبيان المثوبات المترتبة على البكاء والإبكاء والتباكي عليه، وضعف القول بالخلاف غايته لحديث الضرر بسمرة بن جندب الملحد الشقيّ الذي كان من شرطة ابن زياد في الكوفة، وكان يحرض الناس على قتال الحسين بن علي، وكان هذا اللعين في الستة أشهر الّتي كان في البصرة قتل ثمانية آلاف من رجال الشيعة، والتفصيل يرجع إلى المنشور الّذي كتبه شيخنا العلامة الأستاذ آية اللَّه النّائيني أعلى اللَّه مقامه في جواب أهل البصرة، ووافقه ثلة من تلامذته، وعدة من أعلام عصره ومعاصريه، وفقنا اللَّه وإيّاكم لخدمة الدين، ونشر آثار سيد المرسلين، والأئمة الطاهرين المعصومين.
الأقل محمد الرضا الطبسي النجفي عفي عنه
في 17/ ربيع المولود/ سنة 1384 ه - الخاتم المبارك.
و كتب في جواب استفتاء بعض علماء كاشان:
بسمه تعالى، إنّ ما أفتى به شيخنا الأستاذ في منشور البصرة في نهاية المتانة، ورأيي هو ما كتبته هناك وأؤكد عليه. زاد اللَّه في توفيقكم.
والسلام عليكم ورحمة اللَّه وبركاته
الاحقر محمد رضا الطبسي النجفي
23/ جمادي الثاني/ 1400- الخاتم المبارك
و كان يرى وجوب ذكر مصائب الحسين واهل البيت عليهم السلام على الخطباء بالعنوان الثانوي.
وكان يقيم مجلس عزاء الصديقة الشهيدة فاطمة الزهراء سلام الله عليها وعزاء الحسين وعزاء الإمام جعفر الصادق ومجلس وفات أبي طالب والد الإمام أمير المؤمنين في بيته، وحينما يسمع مصائب العترة الطاهرة ومصيبة الحسين تنحدر الدموع من عينيه على خده، وأوصى بنيه باستمرار إقامة تلك المجالس بعد وفاته.
ومن الجدير ان ننوّه انه كان يحضر لزيارة قبر الحسين في كلّ ليلة جمعة، طيلة 35 سنة التي كان في النجف، ويقيم صلاة المغرب والعشاء جماعة في داخل الروضة الحسينية، بكربلاء.

## وفاته
توفى ليلة 25 ربيع الأول 1405 في مستشفى محمد رضا الموسوي الكلبايكاني بقم، وبعد تشييع حافل صلى عليه شهاب الدين المرعشي النجفي، ثم دفن في حجرة 38 من صحن فاطمة المعصومة بنت موسى بن جعفر، وأقيمت على روحه مجالس التأبين والفواتح في أماكن عديدة، ومن ضمنها مجلس الذي أقامه المرجع الكلبايكاني، ثم مجلس الأسبوع الذي أقامه المرجع المرعشي النجفى.